# Carrefour Market
Carrefour Market er en fransk supermarkedskæde, der blev etableret i 2007. Den ejes af det multinationale Groupe Carrefour. De har butikker i Frankrig, Belgien og flere andre lande, og butikkerne har et areal på 1000 m² til 4000 m².